# Prospecció geofísica
La prospecció geofísica és un conjunt de tècniques físiques i matemàtiques, aplicades a l'exploració del subsol per a la recerca i estudi de jaciments de substàncies útils (petroli, aigües subterrànies, minerals, carbó, etc.), per mitjà d'observacions efectuades en la superfície terrestre.
Mitjançant l'aplicació de mètodes geofísics és possible determinar l'estratificació de sòls i roques, mesurant els canvis de característiques físiques dels materials, com poden ser la velocitat de propagació d'ones, la resistivitat o conductivitat del sòl i/o subsol, la susceptibilitat magnètica entre d'altres.
Consisteix a relacionar l'estructura geològica del subsol a través de la distribució d'alguna propietat física del subsol, això depèn del mètode que s'utilitzi.
Alguns dels mètodes utilitzats en l'exploració són:
- Geofísics:
  - Estudis sísmics: Consisteixen a produir artificialment ones sísmiques amb una explosió petita o l'impacte sobre la superfície d'un objecte de gran pes (de vegades, portat per un camió especial per a aquesta tasca). Aquests estudis detecten molt bé la presència de hidrocarburs. La sísmica de refracció, basada en l'observació dels temps d'arribada dels primers moviments del terreny en diversos llocs, generats per una font d'energia específica en un lloc determinat. El conjunt de dades obtingut en l'adquisició de dades consisteix en registres de temps versus distància. Aquestes sèries són interpretades en termes de la profunditat a interfícies entre capes de sòl i de les velocitats de propagació de l'ona P (o S) en cada capa. Aquestes velocitats estan controlades pels paràmetres elàstics que descriuen el material. A la sísmica de reflexió l'anàlisi està basat en l'energia de les vibracions després d'iniciat el moviment del sòl. Específicament l'estudi es concentra en els moviments del terreny induïts per la reflexió de les ones, en les diferents interfícies de capes, que han estat generades en un lloc específic. En la reflexió s'extreu informació del subsol estudiant l'amplitud i forma dels moviments del terreny. Per l'anterior dit els mètodes sísmics serveixen per mesurar la velocitat de propagació d'ones en el subsol permetent caracteritzar el subsol des de la superfície a centenes de metres. Usos: Caracterització del basament rocós, determinació de l'estratigrafia i geometria del subsol, suport en la detecció d'aigua subterrània, avaluació de bancs de material.
  - Estudis gravimètrics: Són aquells que consisteixen a mesurar la intensitat de la força gravitatòria de la Terra, la qual pot canviar quan s'està en presència de grans masses mineralitzades. Es realitza mesuraments relatius, és a dir, es mesura les variacions laterals de l'atracció gravitatòria d'un lloc a l'altre, ja que en aquests mesuraments es poden aconseguir una precisió satisfactòria més fàcilment en comparació amb els mesuraments del camp gravitatori absolut. El mètode gravimètric s'empra com un mètode de reconeixement general en hidrologia subterrània per definir els límits dels aqüífers (profunditat de les formacions impermeables, extensió de la formació aqüífera, naturalesa i estructura de les formacions del subsol). La gravimetria és un mètode que ajuda a caracteritzar el subsol mitjançant la distribució de la densitat de massa dels diferents materials del subsol, fent mesuraments del camp natural gravimètric terrestre. Permet caracteritzar el subsol des d'alguns metres fins a desenes de quilòmetres de profunditat. Usos: Estudis en zones arqueològiques, prospecció de camps petroliers en conjunt de l'exploració sísmica.
  - Estudis magnetomètrics: Aquests es basen en mesurar variacions en el camp magnètic de la Terra a fi de detectar minerals com la magnetita que alteren el camp magnètic. La magnetometria és un mètode que permet caracteritzar el subsol a través de la distribució de la susceptibilitat magnètica dels diferents materials del subsol directament relacionada amb el contingut de minerals amb propietats magnètiques, fent mesuraments del camp natural magnetomètric terrestre. Permet caracteritzar el subsol des d'alguns metres fins a desenes de quilòmetres de profunditat. La terra és un imant natural que dona lloc al camp magnètic terrestre. Les petites variacions d'aquest camp, poden indicar la presència en profunditat de substàncies magnètiques. El mètode serveix per donar informació sobre el basament i la seva profunditat particularment per a entorns cristal·lins i metamòrfics. De la mateixa manera ajudarà a estudiar la geologia regional i estructural. Usos: Estudis de zones arqueològiques, prospecció mineral.
  - Estudis radiomètrics: Consisteixen en efectuar mesuraments de les radiacions que s'emeten des de l'interior de la Terra. Resulta apropiada per a detectar la presència de minerals com el "radi" o l'"urani".
  - Els mètodes geoelèctrics: permeten investigar la distribució de resistivitats elèctriques o conductivitats en el subsol des d'uns pocs metres fins a desenes de quilòmetres. En els mètodes inductius es treballen amb corrents induïts en el subsol a partir de freqüències relativament altes (entre 100 Hz i 1 MHz) mitjançant sondejos elèctrics, hi ha una variant d'aquesta que és la Tomografia de Resistivitat Elèctrica (TRE) en la qual consta d'un arranjament d'elèctrodes de forma favorable per fer una imatge 2D del subsol i mitjançant resistivitat / conductivitat, interpretar la composició del subsol. En el cas dels mètodes conductius, s'introdueix en el subsol un corrent continu o de baixa freqüència (fins a uns 15 Hz), mitjançant elèctrodes. Usos: Detecció d'aigua subterrània, investigació de dipòsits de minerals, determinació d'intrusió salina en aqüífers costaners, detecció de plomes contaminants per hidrocarburs o lixiviats, determinació de l'estratigrafia del subsol, avaluació de bancs de matèria (sorra i grava), determinació de la profunditat al nivell freàtic.
  - Estudis elèctrics: Són aquells que utilitzen les propietats elèctriques dels materials per detectar les propietats del terreny. Poden ser per exemple, per injecció de corrent.